# Yaguarón (Río Grande del Sur)
Jaguarão (en portugués ) o Yaguarón es un municipio brasileño del estado de Río Grande do Sul. Es limítrofe con la ciudad uruguaya de Río Branco.
Se encuentra ubicado a una altitud de 11 metros sobre el nivel del mar. Su población estimada para el año 2004 era de 31.293 habitantes.
Ocupa una superficie de 2.070,9 km².
La ciudad nació como villa militar para guardar el territorio en año 1800. En 1832 fue denominada villa y en 1855 llegó al estatus de ciudad. Fue la primera ciudad a adherir a la República Riograndense en la Guerra de los Farrapos. Hoy la ciudad cuenta con 800 predios históricos y el Puente Internacional Barón de Mauá que hace el cruce del río Yaguarón para la ciudad uruguaya de Río Branco. Este puente histórico es una de las postales de Río Grande del Sur y un orgullo de la ciudad.
A pesar de los problemas económicos regionales ocasionados por un atraso histórico de una región sin industrias y que solo maneja el agronegocio, es una ciudad muy conocida y recibe muchos turistas.

## Ciudades hermanadas
Río Branco, Uruguay